# Proteína cinasa G
La proteína cinasa G (PRKG) o proteína cinasa dependiente del cGMP (EC 2.7.11.12) es una enzima que cataliza la transferencia de un grupo fosfato desde el ATP a una proteína.
Proteína + ATP {\displaystyle \rightleftharpoons } Fosfoproteína + ADP
Esta enzima pertenece a la familia de las serina/treonina proteína cinasas específicas. Requiere cGMP para su activación.

## Estructura
Se presenta como dímero en los eucariotas. La región C-terminal de cada polipéptido contiene el dominio catalítico que incluye los sitios de unión del ATP y del sustrato proteico. Este dominio cataliza la fosforilación por ATP de residuos específicos de serina o treonina en los sustratos. La enzima también tiene dos sitios alostéricos de unión para el cGMP. La unión del cGMP provoca un cambio conformacional asociado a la activación de la cinasa.

## Isozimas
En el ser humano se conocen dos isoenzimas de la proteína cinasa G:
- PRKG1.
- PRKG2.